# Piet van Est
Piet van Est (Sint Willebrord, Rucphen, Brabante Septentrional, 11 de agosto de 1934 - Roosendaal, 17 de octubre de 1991) fue un ciclista neerlandés, que fue profesional entre 1956 y 1965.
En su palmarés destaca una victoria de etapa al Giro de Italia de 1961 y la clasificación final de la Vuelta a los Países Bajos de 1958. Sus hermanos Nico y Wim también fueran ciclistas profesionales.

## Palmarés
1955
- 1 etapa en el Olympia's Tour

1958
- Vuelta a los Países Bajos

1961
- 1 etapa del Giro de Italia
- 1 etapa de la Vuelta en Bélgica

1962
- 1 etapa de la A través de Bélgica

1963
- 2 etapas de la Vuelta a los Países Bajos

1964
- A través de Bélgica

## Resultados en Grandes Vueltas
Durante su carrera deportiva ha conseguido los siguientes puestos en las Grandes Vueltas:
| Carrera         | 1957 | 1958 | 1959 | 1960 | 1961 | 1962 | 1963 | 1964 | 1965 |
| --------------- | ---- | ---- | ---- | ---- | ---- | ---- | ---- | ---- | ---- |
| Giro de Italia  | -    | -    | -    | -    | 35.º | Ab.  | -    | -    | -    |
| Tour de Francia | 32.º | 22.º | Ab.  | 28.º | Ab.  | 26.º | -    | Ab.  | -    |
| Vuelta a España | -    | -    | -    | -    | -    | -    | -    | -    | -    |
| Mundial en Ruta | Ab.  | Ab.  | -    | -    | -    | -    | -    | -    | -    |